# Julien Benda
Julien Benda, född 26 december 1867 i Paris, död 7 juni 1956 i Fontenay-aux-Roses, var en fransk författare och filosof av judisk börd.
Bendas rationalistiska kulturkritik utformades i polemik mot Henri Bergsons intuitionsbegrepp i Le bergsonisme ou une philosophie de la mobilité (1912) och tog i den konstteoretiska skriften Belphégor (1918) formen av en vidräkning med samtidslitteraturens slaveri under sinnesintrycken. I La trahison des clercs (1928) hävdade han att den intellektuelle, eller "klerken", skulle utöva ett andligt förmynderskap över tiden oberoende av de politiska meningsutbytet. I sin historiefilosofi, framlagd i Esquisse d'une histoire des Français (1932) och Discours à la nation européenne (1933), företräder Benda en liberalism, befriad från känslosamhet och kännetecknad av det franska klassiska kulturidealet. La jeunesse d'un clerc (1936) och Un régulier dans le siècle (1938) är självbiografiska studier. Benda vände sig tidigt mot nazismen och deltog under Nazitysklands ockupationen av Frankrike i den hemliga antinazistiska propagandan. Un antisémite sincère utgav han under pseudonymen Comminges, La grande grande épreuve des démocraties utkom 1942 i New York (en fransk utgåva 1945) och Le rapport d'Uriel (1943) ingick i den illegala skriftserien Éditions de minuit. I La France byzantine (1945) fortsatte Benda kritiken från La trahison des clercs mot de franska författarna Stéphane Mallarmé, André Gide, Paul Valéry, Jean Giraudoux och surrealisterna som han menade hade förrått förnuftet. Hans Existence d'un enterré vif utkom 1946.